# August Wilhelm Iffland

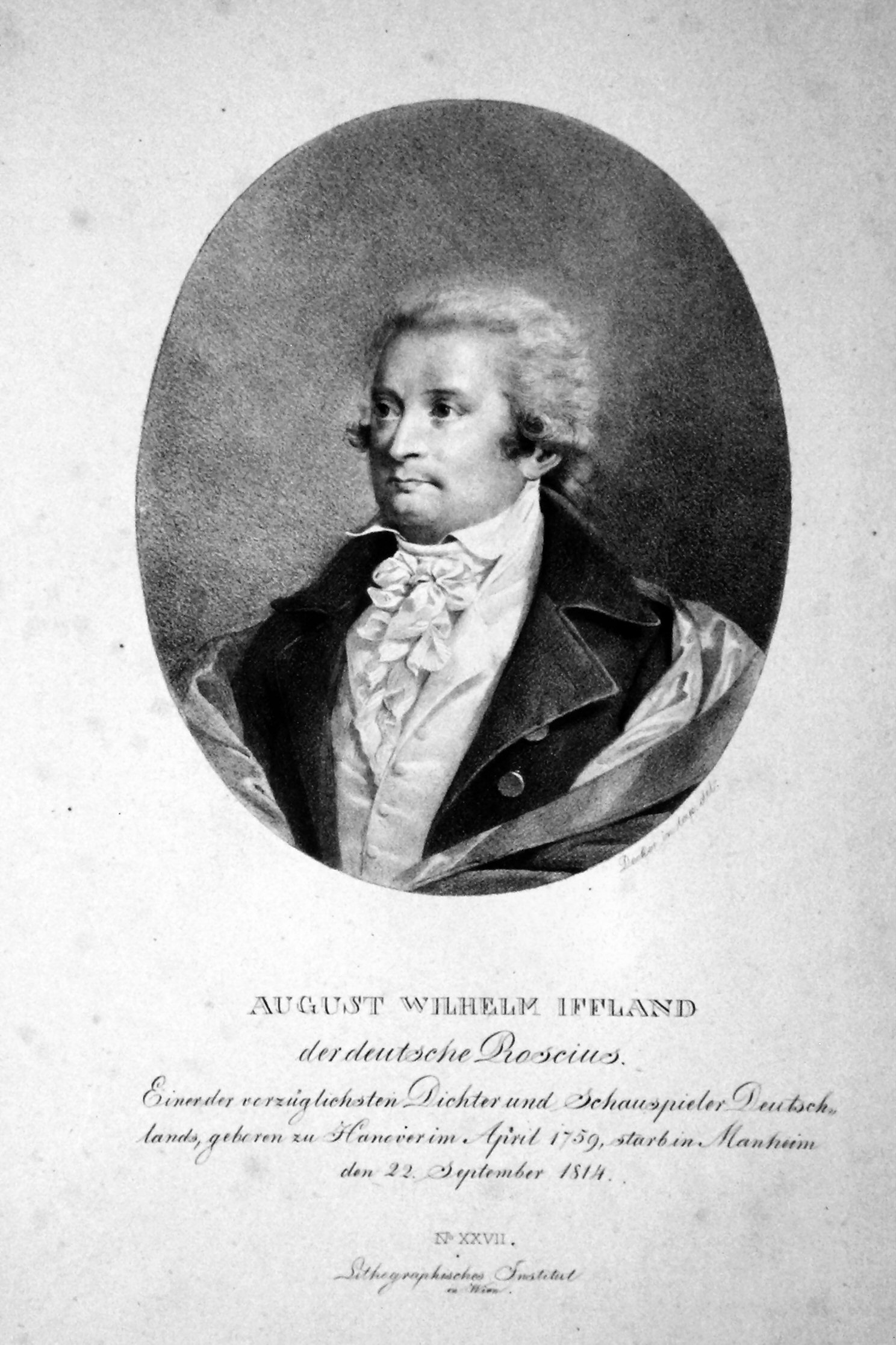
August Wilhelm Iffland, Lithographie von Johann Stephan Decker, um 1820.
Ifflands Unterschrift:

August Wilhelm Iffland (* 19. April 1759 in Hannover; † 22. September 1814 in Berlin) war ein deutscher Schauspieler, Intendant und Dramatiker.

## Leben

### Kindheit und künstlerischer Werdegang

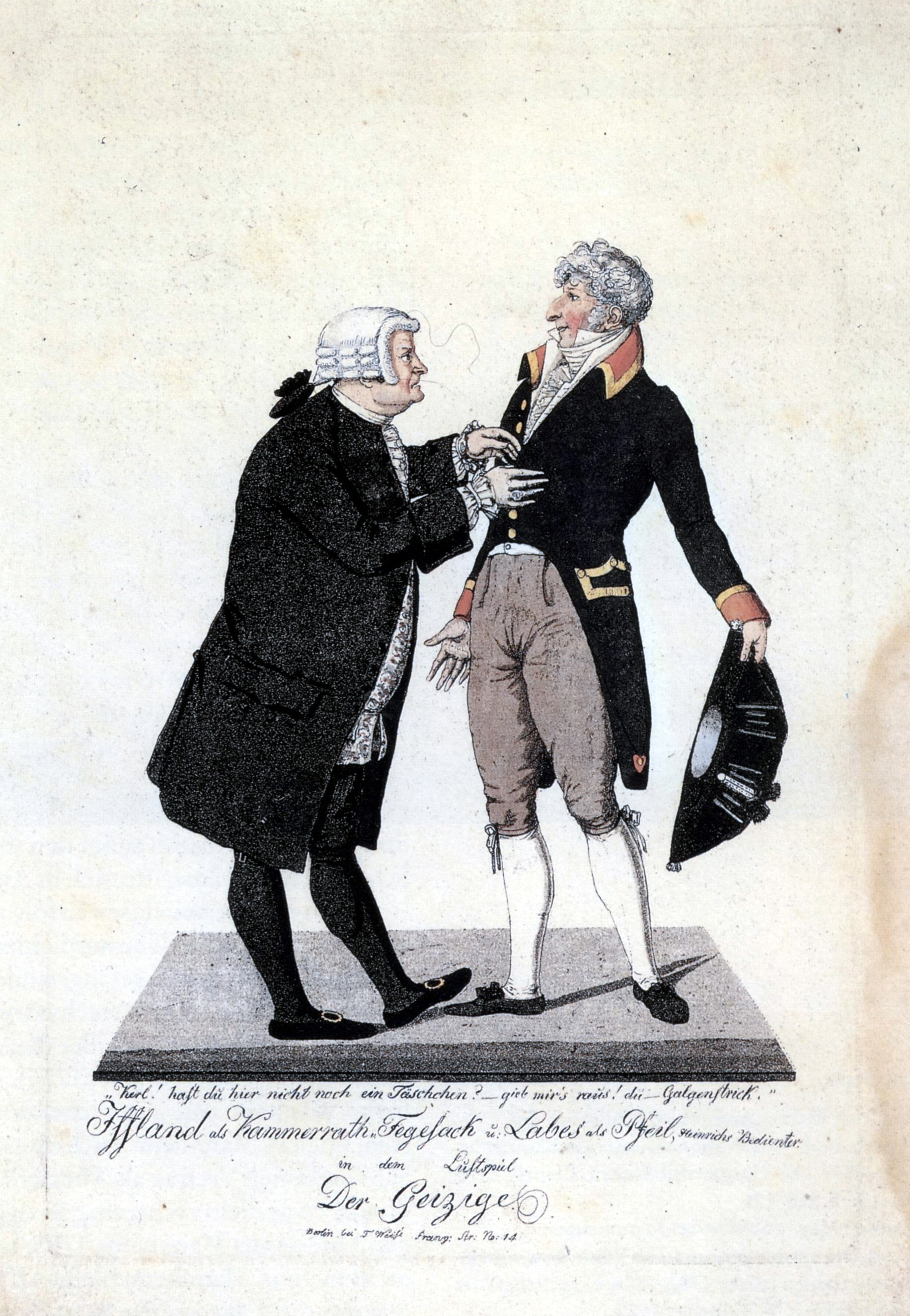
Iffland als Fegesack und Franz Labes als Pfeil in Molières „Der Geizige“, I. Akt, 3. Auftritt, Lithographie von Friedrich Weise nach einer Berliner Aufführung um 1810

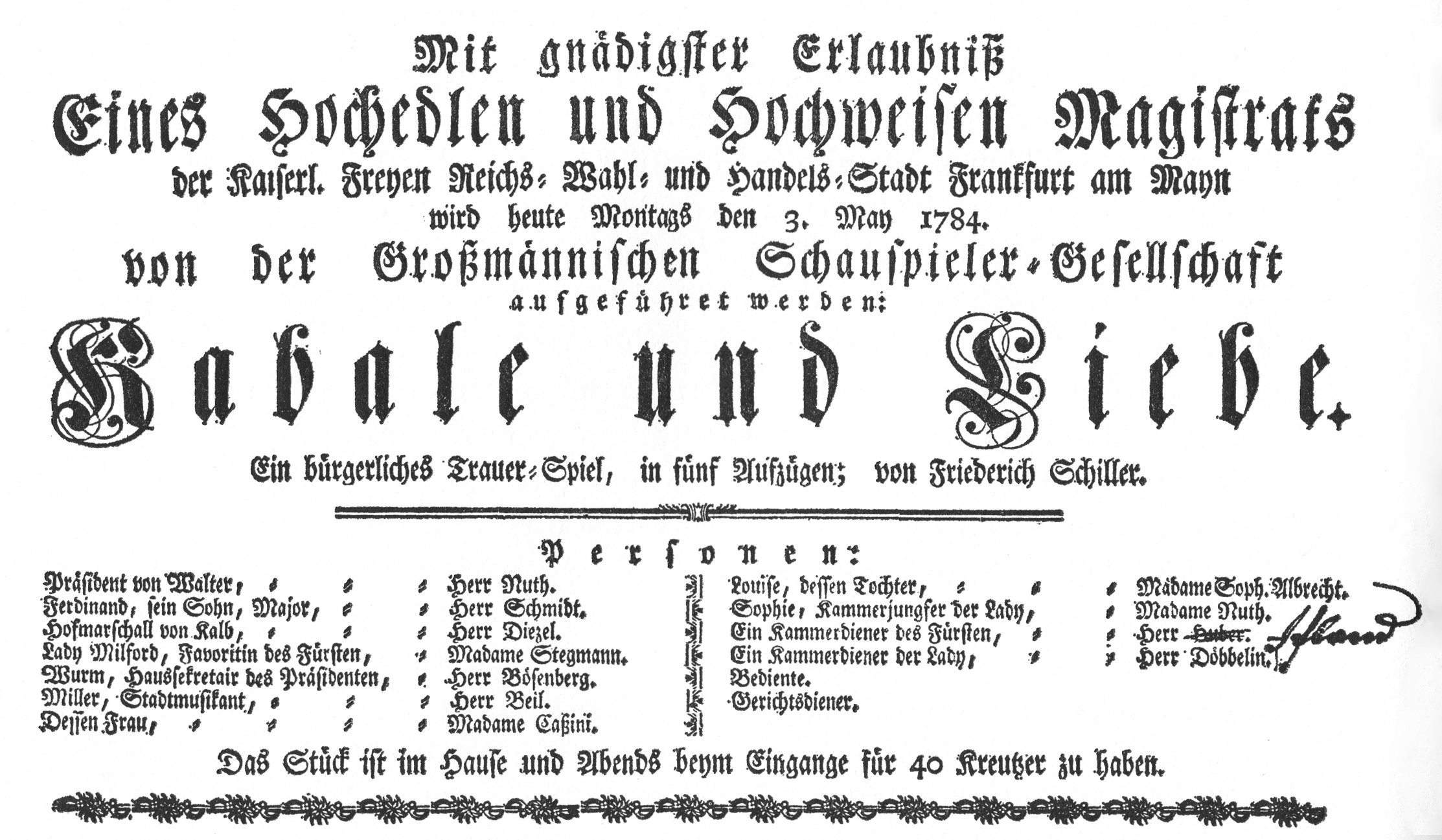
Theaterzettel für Kabale und Liebe vom 3. Mai 1784 mit Iffland in der Rolle des Kammerdieners.

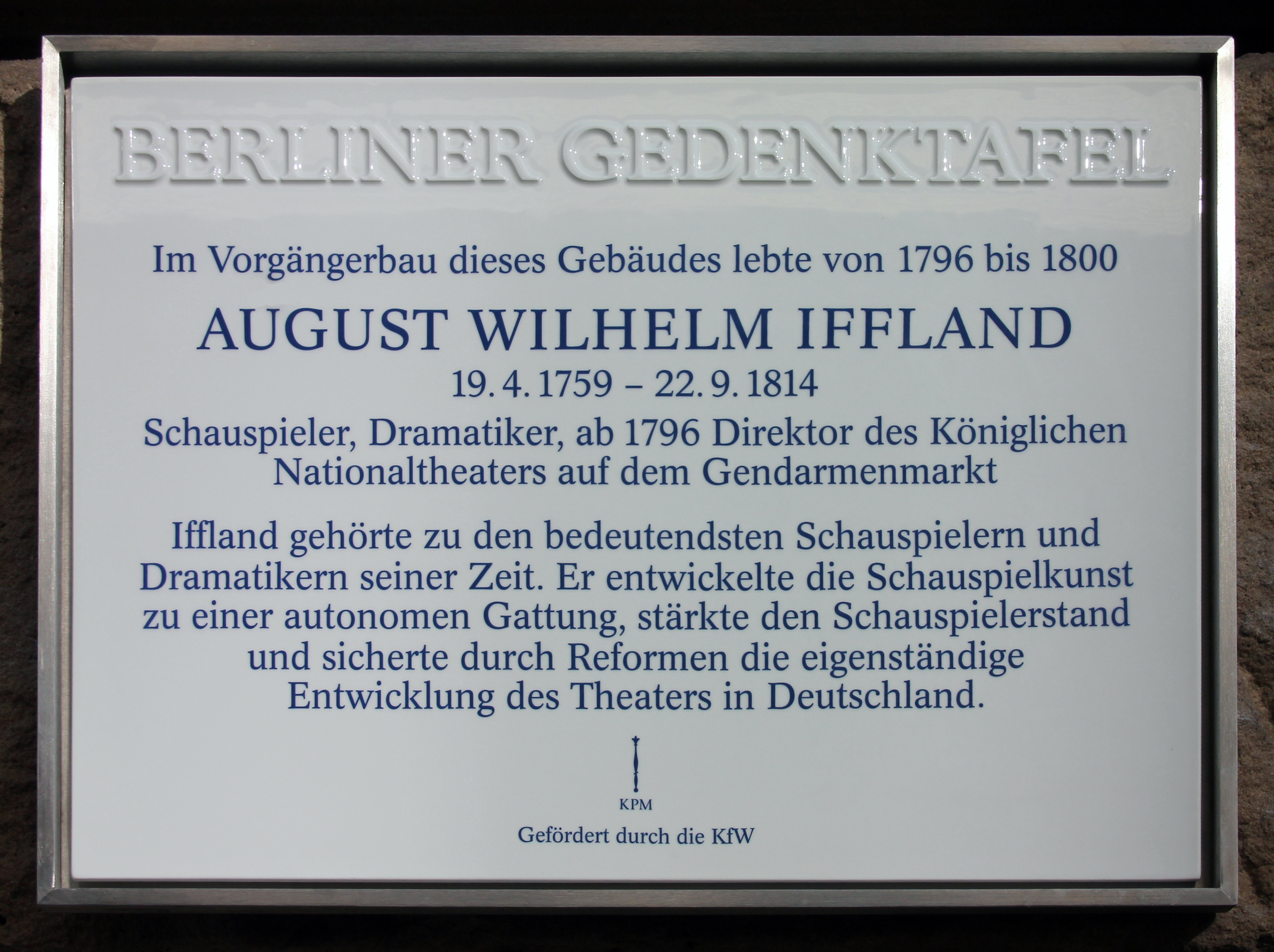
Berliner Gedenktafel am Haus, Charlottenstraße 33, in Berlin-Mitte

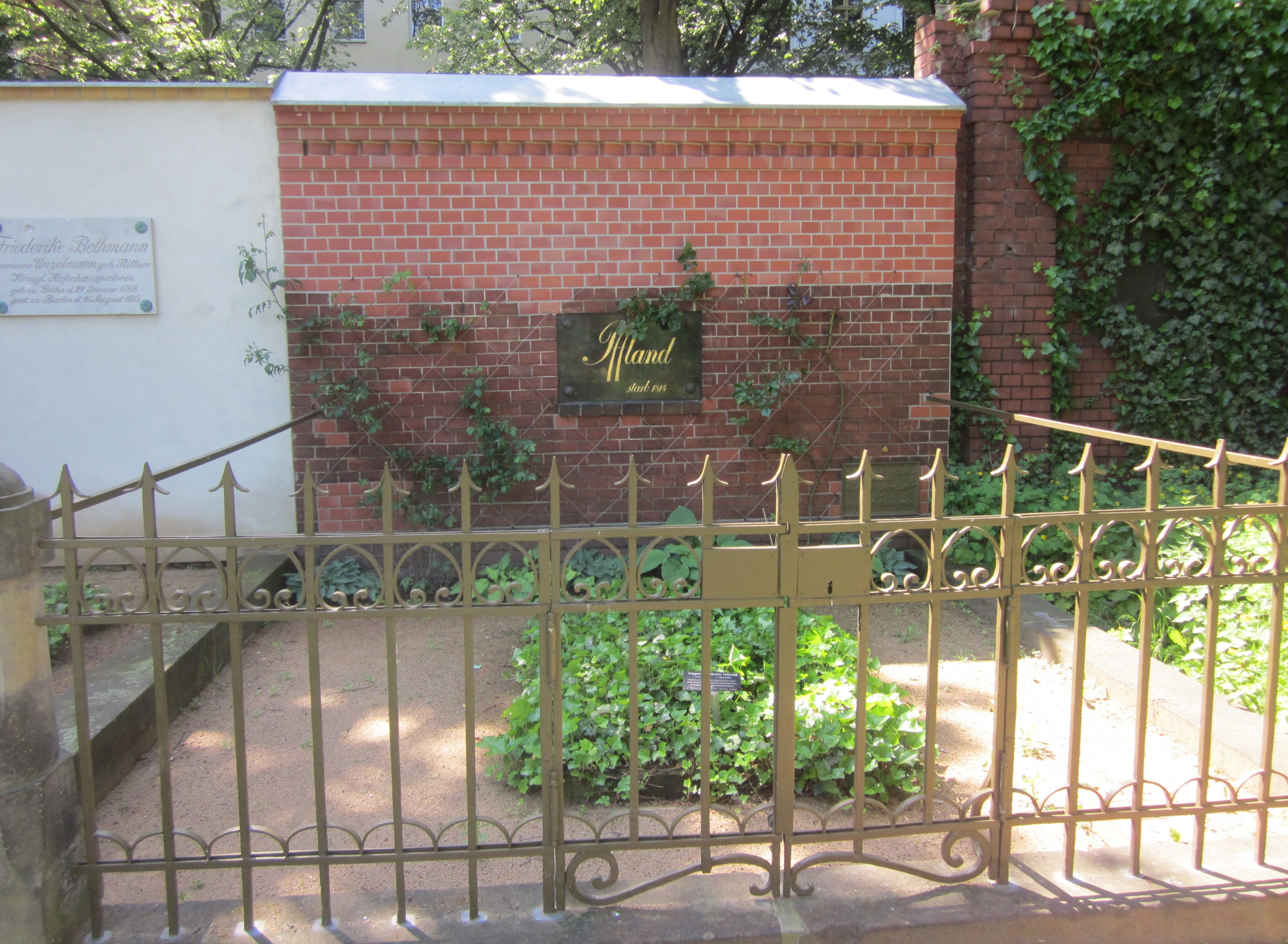
Ifflands Grab

August Wilhelm Iffland wurde in Hannover im Leibnizhaus als Sohn des Registrators an der Königlichen Kriegskanzlei Johann Rudolf Iffland (1714–1775) und dessen Ehefrau Carolina Schröder (1725–1779) geboren. Am dortigen Lyceum war er Mitschüler von Karl Philipp Moritz, der die Begegnung in seinem autobiographischen Roman Anton Reiser schilderte. Iffland wurde von seinen angesehenen Eltern für das Studium der Theologie bestimmt, entwich aber 1777 heimlich nach Gotha und wurde Mitglied des Hoftheaters (auch Ekhoftheater). Er fand in Friedrich Wilhelm Gotter einen freundschaftlichen Ratgeber sowie in Conrad Ekhof, Heinrich Beck (von dessen Tochter Luise Beck er Taufpate war) und Johann David Beil Vorbilder.

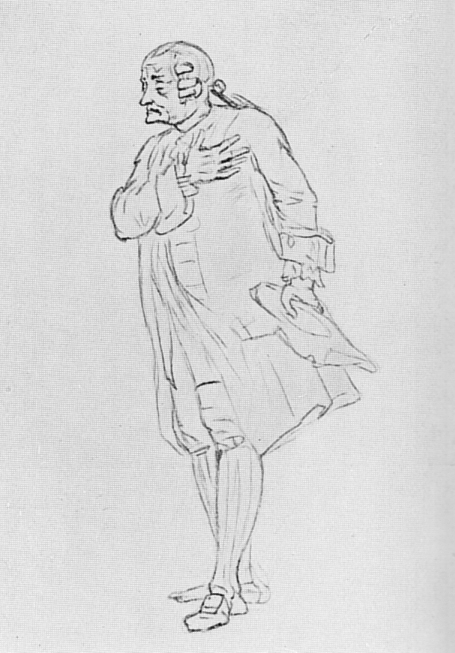
August Wilhelm Iffland als Bittermann

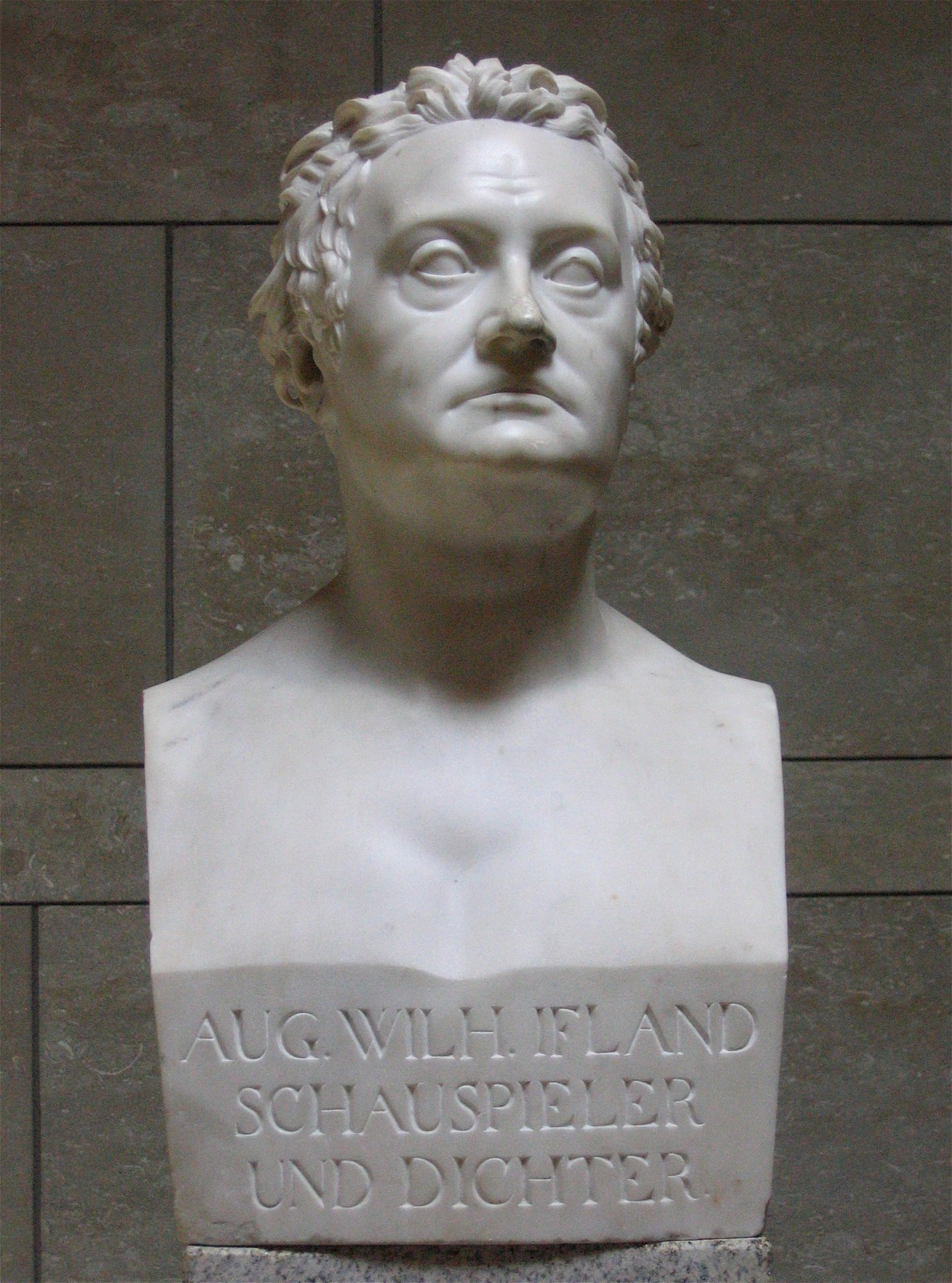
Johann Gottfried Schadow: Porträtbüste August Wilhelm Iffland (1807)

1779 mit dem größten Teil des in Gotha verabschiedeten Schauspielerpersonals von dem Kurfürsten Karl Theodor für die Mannheimer Bühne gewonnen, erwarb sich Iffland hier sowie durch Gastvorstellungen bald einen Namen. Er entwickelte sich zum Charakterdarsteller, der die psychologisch-realistische Schauspielkunst in den Mittelpunkt seiner Arbeit stellte.
Im nahen Schloss Dürkheim richtete Fürst Carl Friedrich Wilhelm zu Leiningen um 1780 einen Flügel als öffentliches Theater ein, welches die Bürger unentgeltlich besuchen konnten. Organisiert und betreut wurde es von August Wilhelm Iffland, der hier zuweilen die Uraufführungen seiner Werke vornahm; so etwa am 9. März 1785 jene des Schauspiels „Die Jäger“. Unter Ifflands persönlicher Regie spielte dabei der spätere Fürst Emich Carl zu Leiningen (1763–1814), Sohn des Theaterbetreibers, eine der Hauptrollen, ebenso wie dessen Verwandter Heinrich Ernst Ludwig von Leiningen-Westerburg-Neuleiningen (1752–1799) aus Grünstadt.
Einen Triumph erlebte Iffland 1782 als Franz Moor in der Erstaufführung von Friedrich Schillers Stück Die Räuber. „Deutschland wird in diesem jungen Mann noch einen Meister finden“, würdigte Schiller dessen Leistung. In Mannheim kam es zu einer engen Zusammenarbeit zwischen beiden.
1786 lud Fürst Ludwig von Nassau-Saarbrücken Iffland in seine Saarbrücker Residenz ein. Der chronisch verschuldete Schauspieler folgte der Einladung. Er trat an dem Fürstenhof wiederholt auf und inszenierte einige Stücke. Zusätzlich schrieb er für seinen Geldgeber Stücke wie Der Einsiedler und Luassan. Nach dem Einmarsch französischer Revolutionstruppen in Saarbrücken (1793) und der damit verbundenen Zerstörung des von Balthasar Wilhelm Stengel erbauten Komödienhauses beendete Iffland seine Tätigkeit an der Saar.

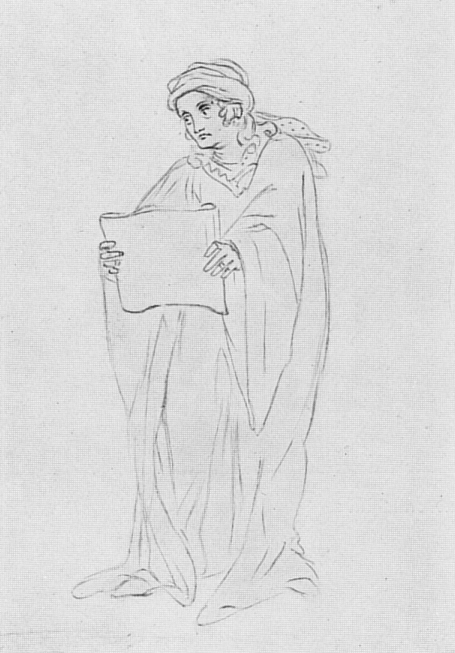
August Wilhelm Iffland als Sophir

Iffland gastierte an allen bedeutenden Bühnen im deutschsprachigen Raum. Im April 1796 hielt er sich auf Einladung Goethes in Weimar auf. Karl August Böttiger beschrieb jede von Iffland gespielte Rolle während dieses Aufenthaltes in einer Monographie. Es folgten in Weimar weitere Gastaufenthalte 1798, 1810 und 1812. Bei seinem Aufenthalt 1796 schreibt Goethe folgendes Distichon in Ifflands Stammbuch:
„Viel von Künsten und Künstlern wird immer in Deutschland gesprochen;
Angeschaut haben wir nun Künstler und Künste zugleich.“
Goethe schätzte Iffland als Schauspieler außerordentlich. Iffland diente ihm als Vorbild bei der Formung des Weimarer Ensembles und seines Schauspielstils. In dem Aufsatz „Weimarer Hoftheater. 1802“ schildert Goethe seine durch Ifflands Spiel gewonnene Erkenntnis: „Die Erscheinung Ifflands auf unserm Theater löste endlich das Rätsel. Die Weisheit, womit dieser vortreffliche Künstler seine Rollen von einander sondert, aus einer jeden ein Ganzes zu machen weiß und sich sowohl in’s Edle als in’s Gemeine, und immer Kunstmäßig und schön, zu maskieren versteht, war zu eminent, als daß sie nicht hätte fruchtbar werden sollen“. Im Spiel Ifflands erkannte Goethe, dass die Schauspielkunst eine autonome Kunst ist.
Die Kriegsereignisse veranlassten Iffland 1796, einem Ruf nach Berlin als Direktor des dortigen Nationaltheaters auf dem Gendarmenmarkt Folge zu leisten. Iffland war auf Einladung des Königs Friedrich Wilhelm II. im Oktober zu einem Gastspiel nach Berlin gekommen. Am 27. Oktober beginnt das Gastspiel in Potsdam, am 14. November gibt er dem König seine Zusage und am 15. Dezember erhält Iffland seine offizielle Berufung als Direktor.
1801 und 1808 gastierte er jeweils für einige Wochen in Wien:
„Der k. k. Hoftheaterdirektion, die keine Kosten scheut, die seltensten Talente herbey zu rufen, verdanken wir gegenwärtig das Vergnügen, Herrn Iffland bewundern zu können. Dieser von allen Bühnen als Muster geachtete Künstler erfüllt auch die höchste Erwartung, und feyert in jeder Rolle einen Triumph der Kunst.“
In Wien lernte er an diesem Theater auch die Bühnenautorin und Schauspielerin Johanna Franul von Weißenthurn kennen, deren Werke in jener Zeit hochbeliebt waren und insgesamt über 900 Mal aufgeführt wurden. Nur knapp verpasste er den Aufsehen erregenden tragisch-frühen Tod der Hofschauspielerin Betty Roose.
Auch in Privatzirkeln und Salons trat Iffland auf:
„Herr Iffland befindet sich noch in Wien, tritt in jeder Rolle mit steigendem Beyfall auf, giebt auch in gewählten Zirkeln, die auf Geschmack und gefühl Anspruch machen können, meisterhafte Deklamationen, und wird sehr freygebig bezahlt.“
Am 23. Oktober 1808 war Iffland wieder in Berlin zu erleben:
„Gestern trat Herr Iffland nach seiner Zurückkunft aus Wien zum Erstenmal wieder auf dem hiesigen Theater […] auf. Blumenkränze aus den Seitenlogen aufs Theater geworfen, sagt eine unserer Zeitungen, und allgemeiner Jubel aller Anwesenden empfiengen den großen Künstler, der am Schlusse des Stücks die sehnlich gewünschte Versicherung gab, daß er sich von seinen lieben Berlinern nicht trennen werde. Der ganze Abend war ein Triumph der Kunst und der Liebe.“
Die vielfachen Verdienste, die er sich bei der Verbesserung der Berliner Bühne erwarb, verschafften ihm 1811 den Rang eines Direktors der königlichen Schauspiele. Unter seiner Leitung entwickelte sich Berlin zu einer der führenden Theaterstädte Deutschlands.
Iffland starb am 22. September 1814 in Berlin. Sein Grab befindet sich auf dem Friedhof II der Gemeinde Jerusalems- und Neue Kirche in Kreuzberg. Die Grabstätte mit einer schwarzen Granittafel in einer Ziegelsteinwand mit der Inschrift Iffland/starb 1814 liegt im Feld SM. Ifflands letzte Ruhestätte ist ein Ehrengrab des Landes Berlin.

### Familie
Iffland heiratete 1796 Margaretha Louise Greuhm (* 3. Oktober 1760; † 1. September 1819), eine Tochter des Darmstädter Regierungsrats Georg Nicolaus Greuhm und der Marie Regine Louise Hert. Die Ehe blieb kinderlos.

### Homosexualität
Ifflands Neigung zu jungen Männern war ein offenes Geheimnis. Insbesondere sein Verhältnis zu seinem Diener Georg Schreiber bot Anlass zu Spekulation und Denunziation. Als seine Frau 1796 die Entlassung seines „Ganymeds“ verlangte, setzte sich Iffland mit allen Mitteln dagegen zur Wehr, wie es u. a. seine Briefe dokumentieren. 1810 stempelten die Anwürfe Heinrich von Kleists u. a. aus Ärger über Ifflands Ablehnung, Käthchen von Heilbronn auf die Bühne zu bringen, ihn öffentlich als homosexuell ab.

## Ehrungen
Von Goethe erhielt Iffland die Satyr-Knöpfe als Auszeichnung für den bedeutendsten Schauspieler seiner Zeit.
1790 wurde er vom Saarbrücker Magistrat zum ersten Ehrenbürger der damaligen Nassauischen Residenzstadt ernannt. Nach Iffland wurde im sogenannten „Schauspielerviertel“ in Hamburg-Hohenfelde die Ifflandstraße benannt. Weitere Ifflandstraßen gibt es in Berlin, Stuttgart, Mannheim, Hannover, Ludwigshafen, München und Gotha.
Nach ihm ist auch die Iffland-Quelle benannt, die sich im Seeberg nahe Gotha befindet. Hier traf er sich mit Kollegen zum Erlernen ihrer Rollen.
Am 27. März 2017 wurde an seinem ehemaligen Wohnort, Berlin-Mitte, Charlottenstraße 33, eine Berliner Gedenktafel enthüllt.

## Nachlass
Das bisher verschollen geglaubte umfangreiche Korrespondenzarchiv Ifflands, 6000 Schriftstücke in 34 Bänden, erschien in einer Ende 2013 angekündigten und kurz danach wieder zurückgezogenen Versteigerung in der Öffentlichkeit. Es war aus dem Nachlass des Theaterdirektors im Archiv des Theaters ab 1929 in das neue Berliner Theatermuseum gelangt, von wo es dann nach dessen Zerfall 1944 schließlich irgendwann in das Archiv der Deutschen Akademie der Künste gelangte. Von dort verschwand es dann auf bisher nicht geklärte Weise.
2012 wurden die Bände von Hugo Fetting an ein Wiener Antiquariat verkauft. Wie er in den Besitz der Bände gelangt war, ist unklar.
André Schmitz (SPD), Berlins Kulturstaatssekretär (bis Februar 2014), äußerte dazu, das Iffland-Archiv sei ein „Kulturgut von nationalem Rang, das in Berlin bleiben muss“. Das Land Berlin erstattete Anzeige. Die Besitzverhältnisse seien noch nicht eindeutig geklärt.
Bei der Klärung des Sachverhalts wurde die deutsche Bundesregierung einbezogen. Kulturstaatsministerin Monika Grütters sagte dazu:

„Der Fall zeigt, dass die Restitution von Kunst und Kulturgut aus der ehemaligen DDR, verbunden mit verstärkter Provenienzforschung, eindeutig geklärt werden muss. Eine entsprechende Novellierung des bestehenden Kulturgutschutzgesetzes haben wir in Vorbereitung.“

Es kam zu einer Einigung zwischen dem Land Berlin und dem Anbieter: Gegen Erstattung seiner Kosten in Höhe von 15.000 Euro wurden die Bände mit der Korrespondenz Ifflands an das Land Berlin zurückgegeben.

## Iffland-Ring
Der Iffland-Ring wird von seinem Träger testamentarisch an den seiner Meinung nach „jeweils bedeutendsten und würdigsten Bühnenkünstler des deutschsprachigen Theaters auf Lebenszeit verliehen“.

## Werke
Als Schauspieler zeichnete sich Iffland weniger durch Genialität als vielmehr durch eine kunstvoll bis ins kleinste berechnete Darstellung aus. Am besten glückten ihm chargierte und komische sowie gemütvoll rührende Rollen, die der Sphäre des Familien- und bürgerlichen Lebens angehören. Zu tragischen und heroischen Rollen war er schon durch sein Äußeres weniger befähigt. Auch  liebte er das Metrum der klassischen Tragödie nicht. Heinrich Heine kritisiert den Ifflandianismus als einen gewöhnlichen Naturalismus, der schädlich für die hohe Form der Tragödie sei, welche keine „banale Wiederholung des Lebens“ sein dürfe.
Als Dramatiker ist er in der Sittenschilderung am bedeutendsten; seine Stücke zeigen weniger moralisierende Breite als vielmehr eine außerordentliche Bühnen- und Menschenkenntnis und eine gemütlich-sittliche Tendenz.
Mit seinem Trauerspiel Die Kokarden (1791, im Auftrag von Leopold II. verfasst) schreibt er eines „der ersten politischen Tendenzdramen der deutschen Literatur“; das Stück gefiel bei der Aufführung allerdings nicht.

### Aufsätze
- Fragmente über Menschendarstellung (Gotha 1785) (online)
- Theorie der Schauspielkunst (Berlin 1815, 2 Bände) (Band 1 online)
- Almanach für Theater und Theaterfreunde (Berlin 1806–1811, 5 Bände)[A 1]

### Bühnenstücke (Auswahl)
In Ifflands Dramen. Ein Lexikon (2009) werden sämtliche Titel besprochen.
- Die Advokaten. Digitalisat
- Albert von Thurneisen. Digitalisat
- Die Aussteuer. Digitalisat
- Die Brautwahl. Ein Schauspiel in einem Akt, 1809. Digitalisat
- Dienstpflicht. Digitalisat
- Elise von Valberg. Digitalisat
- Figaro in Deutschland, 1798. Digitalisat
- Die Geflüchteten. Ein Schauspiel in einem Aufzuge, 1799. Digitalisat
- Die Hagestolzen. Digitalisat
- Hausfrieden. Digitalisat
- Der Herbsttag. Digitalisat
- Die Jäger (Digitalisat und Volltext im Deutschen Textarchiv)
- Der Komet. Posse in einem Aufzug, 1799. Digitalisat
- Leichter Sinn, 1802. Ausg. 1804, Digitalisat
- Liussan, Fürst von Garisene. Prolog in einem Aufzuge, mit Chören, 1790. Digitalisat
- Magnetismus. Nachspiel in einem Aufzug, 1787. Digitalisat
- Die Marionetten. Ein Lustspiel in einem Aufzuge, 1807. Digitalisat
- Die Mündel. Digitalisat
- Die Müßiggänger. Ein Lustspiel in einem Aufzug, aus dem Französischen des Picard. Digitalisat
- Die Nachbarschaft. Ein Lustspiel in einem Akt, 1807. Digitalisat
- Die Reise nach der Stadt. Digitalisat
- Rückwürkung. Lustspiel in einem Akte. Aus dem Französischen des Picard, 1807. Digitalisat
- Der Taufschein. Lustspiel in Einem Akt. Digitalisat
- Verbrechen aus Ehrsucht. Digitalisat
- Die Verbrüderung. Ein Schauspiel in einem Aufzuge. Digitalisat
- Der Veteran. Schauspiel in einem Aufzuge, 1798. Digitalisat

### Textausgaben/Leseausgaben
- August Wilhelm Iffland. Theatralische Werke in einer Auswahl, 10 Bände in 5 Bänden, Leipzig 1858–1860. Reprint: Hildesheim 2006.
- Johannes Birgfeld, Claude Conter (Hg.): Der Komet. Eine Posse in einem Aufzuge (1799), Hannover 2006, ISBN 3-932324-40-4.
- Alexander Košenina (Hg.): Albert von Thurneisen. Ein Trauerspiel in vier Aufzügen, Hannover 20082, ISBN 978-3-86525-088-9.
- Alexander Košenina (Hg.): Beiträge zur Schauspielkunst. Briefe über die Schauspielkunst (1781/82); Fragmente über Menschendarstellung auf den deutschen Bühnen (1785), Hannover 2009, ISBN 978-3-86525-121-3.
- Berg, Gunhild (Hg.): Die Marionetten. Lustspiel in einem Aufzuge. Hannover 2009, ISBN 978-3-86525-132-9.
- Klaus Gerlach (Hg.): Revolutionsdramen [Figaro in Deutschland, Die Kokarden, Das Erbtheil des Vaters], Hannover 2011, ISBN 978-3-86525-182-4.
- Alexander Košenina (Hg.): Verbrechen aus Ehrsucht. Ein ernsthaftes Familiengemälde in fünf Aufzügen. Hannover 2014, ISBN 978-3-86525-427-6.

### Autobiographie
- Meine theatralische Laufbahn. Göschen, Leipzig 1798 (Digitalisat von Google Books; Mémoires. Étienne Ledoux, Paris 1823, französische Ausgabe).

### Briefe
- August Wilhelm Iffland und August von Kotzebue: Briefwechsel. Hrsg. v. Alexander Košenina. Hannover 2020 (= Theatertexte Sonderband 3). ISBN 978-3-86525-779-6

## Schüler (Auswahl)
- Amalie Esperstedt, Albert Gern, Karoline Jagemann, Wilhelm Stich